# 欧尔维尔
欧尔维尔（法語：Aureville，法語發音：[ɔʁvil]）是法国上加龙省的一个市镇，属于图卢兹区。

## 地理
欧尔维尔（43°28'53"N, 1°27'9"E）面积6.8 平方千米，位于法国奧克西塔尼大區上加龙省，该省份为法国西南部内陆省份，西南端与西班牙接壤，自此顺时针与上比利牛斯省、热尔省、塔恩-加龙省、塔恩省、奥德省和阿列日省接壤。
与欧尔维尔接壤的市镇（或旧市镇、城区）包括：维古莱-欧济勒、克莱蒙堡、科龙萨克、埃斯帕内斯、瓜朗、拉克鲁瓦-法尔加德、梅尔维拉、勒比格。

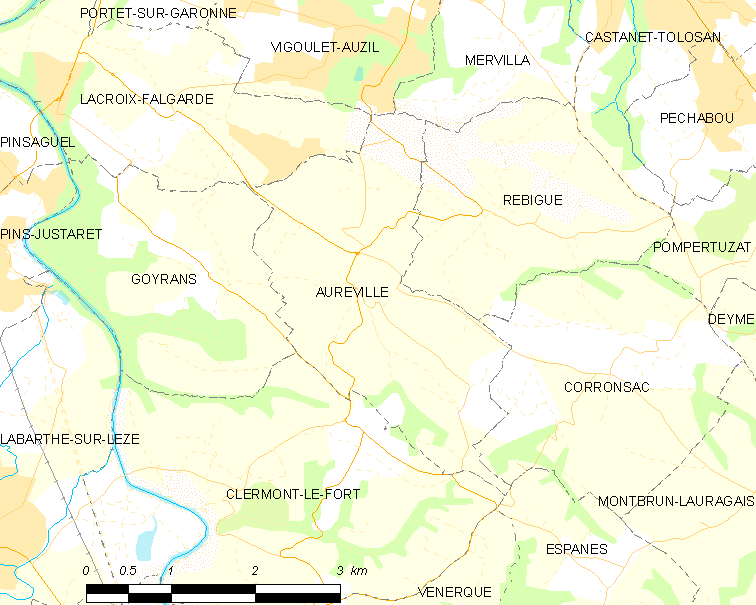
欧尔维尔的OSM定位图

欧尔维尔的时区为UTC+01:00、UTC+02:00（夏令时）。

## 行政
欧尔维尔的邮政编码为31320，INSEE市镇编码为31025。

## 政治
欧尔维尔所属的省级选区为卡斯塔内托洛桑县。

## 人口

1962-2008年间欧尔维尔人口变化图示

欧尔维尔于2022年1月1日时的人口数量为1022人。